# Pietro Malombra

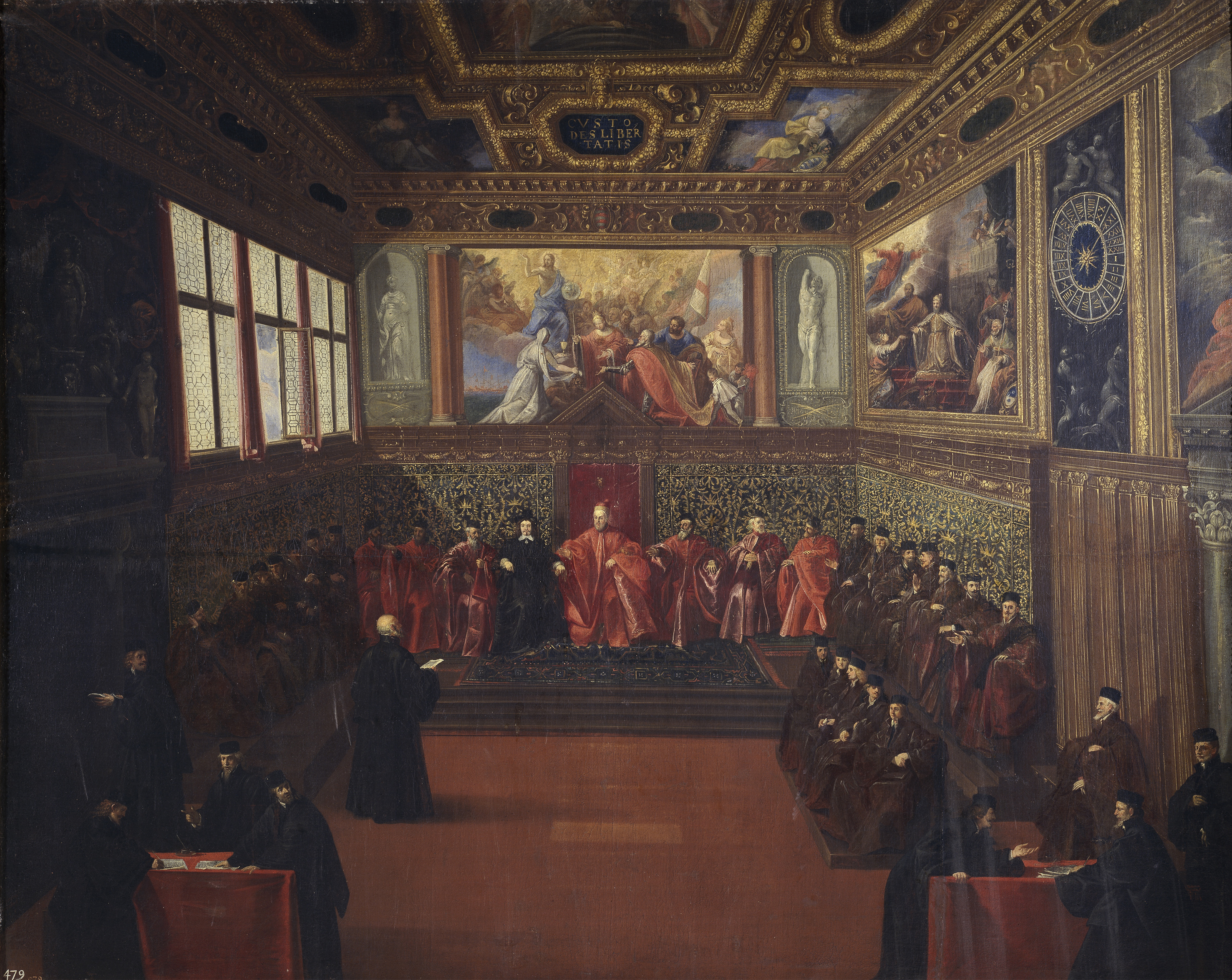
Udienza degli ambasciatori spagnoli in Palazzo Ducale a Venezia, Madrid, Museo del Prado

Pietro Malombra (Venezia, 1556 – Venezia, 1618) è stato un pittore italiano.

## Biografia
Figlio di Bartolomeo, impiegato nella Cancelleria Ducale, e di Caterina Vasti, si hanno scarse notizie attorno alla sua formazione. Secondo Carlo Ridolfi avrebbe trascorso la giovinezza a lavorare presso il padre e sarebbe entrato nel mondo della pittura solo molto tempo dopo, avvicinandosi alla bottega di Giuseppe Porta detto "il Salviati". Vero è che il Malombra aveva richiesto la cittadinanza originaria, quindi non avrebbe potuto lavorare nella Cancelleria prima di averla ottenuta; più probabili, invece, la sua formazione tardiva e la vicinanza al Salviati, come dimostra la sua prima opera nota (la Nascita di Maria della parrocchiale di Santa Maria di Sala, 1592-1593).
La sua attività dovette essere molto intensa, tanto che nel 1596 fu processato e condannato per aver esercitato la professione di pittore senza essere iscritto alla relativa fraglia. Già dall'anno successivo si hanno sempre maggiori testimonianze sulla sua opera: l'11 gennaio gli venne commissionata la pala Cristo risorto con i santi Nicola di Bari, Pietro, Giovanni Battista e Francesco (tutt'oggi conservata nel duomo di Motta di Livenza), mentre l'8 dicembre veniva sistemato nella Scuola Grande di Santa Maria della Misericordia un "quadro in prospettiva" oggi perduto.
Nel 1598 concluse la pala Cristo che fulmina Chioggia per il santuario della Beata Vergine della Navicella (oggi nella sagrestia della cattedrale). Furono conclusi attorno al 1600 la Vergine Incoronata, Tobiolo e l'angelo e i santi Giovannino, Apollonia, Francesco e Liberale, realizzata per l'altare di Giovanni Barbarigo nella chiesa di San Trovaso a Venezia, e le lunette Papa Alessandro III concede l'indulgenza alla chiesa di San Giacomo di Rialto e Sottomissione di Federico Barbarossa a papa Alessandro III (già a San Giacomo di Rialto e di recente rinvenute nel palazzo Ducale).
Al 1603-1604 risalirebbero i teleri raffiguranti Clemente VIII concede indulgenze alla chiesa dei battuti e la Processione della Scuola dei battuti del 1603 realizzati per la Scuola Grande di San Giovanni Evangelista e oggi posti nella sacrestia della chiesa di San Pietro a Murano. Dello stesso periodo doveva essere una pala per la chiesa di Santa Chiara, andata perduta.
In questo periodo si nota un continuo distacco dallo stile del Salviati cui corrisponde un avvicinamento alla maniera del Tintoretto e di Palma il Giovane. Con quest'ultimo fu effettivamente in contatto, così come con lo scultore Alessandro Vittoria e con il poeta Giambattista Marino (per il quale realizzerà alcune opere di cui però non resta traccia).
La Pietà fra quattro senatori della sala dei Censori a palazzo Ducale e la Visitazione per la chiesa di Santa Maria Assunta di Rovato non sono datate, ma dovrebbero risalire alla prima metà del Seicento. Del 1607 è sicuramente la pala di San Stanislao, commissionata per l'altare della Nazione polacca nella basilica del Santo a Padova. Delle varie altre opere che il pittore lasciò in questa città resta solo i Santi Giovanni Battista, Carlo Borromeo e una santa monaca nella chiesa di San Clemente. Nella parrocchiale di San Giorgio delle Pertiche è esposta la tela Madonna con il Bambino e i santi Giovannino, Paolo, Marco, Pietro e Giovanni evangelista che, come ricorda il Boschini, doveva in origine trovarsi a Venezia nella sede dei magistrati sopra i Consoli.
Sul finire del primo decennio ottenne alcune commissioni per palazzo Ducale: un telero con L'Innocenza, la Concordia, l'Equità ed altre virtù del magistrato per la sala dell'Auditor novo, la tela con Venezia in trono con la Giustizia che fuga i Vizi per la sede dei Signori di Notte (attualmente nell'arcipretale di Nogaro) e un complesso di opere (Annunciazione, Venezia in trono fra le Virtù che accoglie suppliche, Mercurio che conduce prigionieri) per la sala della Quarantia Civil vecchia, forse le migliori del Malombra.
Stando a Giustiniano Martinioni, l'ultimo lavoro cui attese fu la Cena ebraica la quale, rimasta incompiuta per la morte dell'artista, dovette essere terminata da Antonio Vassilacchi detto l'"Aliense". Fu sepolto nella tomba di famiglia nella chiesa dei Santi Giovanni e Paolo.
La gran parte delle opere del Malombra risulta perduta, ma è documentata la realizzazione di ritratti, fregi mitologici e lavori da cavalletto. Si dedicò inoltre alla scenografia teatrale, ma si distinse maggiormente nelle prospettive e nel vedutismo, di cui fu uno dei primi interpreti.